# Рафалов (Чемерисский сельсовет)
Рафалов (бел. Рафалаў) — упразднённая деревня в Чемерисском сельсовете Брагинского района Гомельской области Беларуси.

## География

### Расположение
В 9 км на юго-запад от Брагина, 26 км от железнодорожной станции Хойники (на ветке Василевичи — Хойники от линии Калинковичи — Гомель), 128 км от Гомеля.

## Транспортная сеть
Транспортные связи по просёлочной, затем автомобильной дороге Комарин — Брагин.
Планировка состоит из прямолинейной улицы, близкой к меридиональной ориентации, застроенной деревянными домами усадебного типа.

## История
Известна с XIX века как хутор в Брагинской волости Речицкого повета Минской губернии С 1873 года большинство земель была во владении купца 1-й гильдии Посконина. В 1930 году организован колхоз «Пролетарский путь», работали ветряная мельница и кузница. В 1959 году входила в состав колхоза имени М. И. Калинина (центр — деревня Глуховичи).
До 18 марта 2005 года в Сперижском сельсовете, который был переименован в Дублинский сельсовет. После упразднения Дублинского сельсовета с 26 сентября 2006 года в составе Чемерисского сельсовета.
20 августа 2008 года деревня упразднена.

## Население
После катастрофы на Чернобыльской АЭС и радиационного загрязнения жители (34 семьи) переселены в 1986 году в чистые места.

### Численность
- 1986 год — жителей нет

### Динамика
- 1908 год — 9 дворов, 70 жителей
- 1930 год — 16 дворов, 110 жителей
- 1959 год — 141 житель (согласно переписи)
- 1986 год — жители (34 семьи) переселены